# Tanya Hoogwerf
Tanya Hoogwerf (Rotterdam, 10 april 1975) is een Nederlands lokaal politica. Tussen 2014 en 2022 was zij lid van de gemeenteraad van Rotterdam namens de lokale partij Leefbaar Rotterdam. Tevens is zij lid van de landelijke politieke partij Code Oranje. Haar bijnaam luidt; 'IJzeren Tanya'.

## Familie
Hoogwerfs moeder, Ans Hartnagel, was van 2006 tot 2010 gemeenteraadslid namens Leefbaar Capelle in Capelle aan den IJssel. Sinds 2010 is zij namens die partij wethouder en eerste locoburgemeester.

## Politieke carrière
Hoogwerf meldde zich in 2009 aan als kandidaat-raadslid voor Leefbaar Rotterdam nadat volgens haar ze had meegemaakt dat een vriendin tijdens een stalking van 'het kastje naar de muur werd gestuurd en geen hulp kon vinden' Zij werd op 21 maart 2014 gekozen in de gemeenteraad van Rotterdam.
Hoogwerf stond bij de Tweede Kamerverkiezingen van 15 maart 2017 op de vierde plaats van de kandidatenlijst van VoorNederland, als hoogst genoteerde vrouw op de lijst. Hoogwerf beschreef VNL als een 'Law & Order'-partij, vergelijkbaar met Leefbaar Rotterdam. De partij wist echter geen zetels te behalen bij de verkiezingen.
In de aanloop naar de gemeenteraadsverkiezingen van 2018 stond ze op de tweede plaats van de kieslijst waarbij ze getipt werd als nieuwe fractievoorzitter voor de partij. Doordat de partij echter niet terugkeerde in het college, werd oud-wethouder Joost Eerdmans de fractievoorzitter. In de Rotterdamse politiek viel ze op door haar stevige en inhoudelijke kritiek op islamitisch extremisme, het lokale integratiebeleid en thema's als seksueel en huiselijk geweld. Ook maakte zij zich hard voor vrouwenrechten, het sociaal domein en had ze onderwijs in haar portefeuille. Door haar harde toon en felle manier van debatteren heeft zij de bijnaam 'IJzeren Tanya' gekregen.
In Rotterdam is op initiatief van Hoogwerf de lokale aanpak van huiselijk geweld herzien, is er een onderzoek naar het functioneren van de gespecialiseerde jeugdzorg gestart en werkt de gemeente Rotterdam samen met het onderwijs op het gebied van veiligheid rond scholen. Ook nam de raad een motie aan voor "uitblaaslocaties" om steekincidenten onder jongeren te voorkomen. Hoogwerf krijgt ook met enige regelmaat kritiek vanwege haar harde toon en haar bewoordingen in politiek en media over onderwerpen als de islam en inburgering. Dit heeft haar meerdere malen moeilijkheden opgeleverd met andere raadsfracties, antidiscriminatiebureaus en de pers. In juli 2017 kreeg Hoogwerf kritiek nadat ze namens Leefbaar Rotterdam, destijds een coalitiepartij in Rotterdam, burgemeester Ahmed Aboutaleb bestempelde als 'onbetrouwbaar, wispelturig en onvast'. Aboutaleb noemde de woordkeuze van Hoogwerf 'een trap in zijn gezicht'. De woordkeuzes van Hoogwerf leidden tot felle discussies in de raad van Rotterdam en waren ook aanleiding voor het buitensluiten van de partij na de verkiezingen in 2018. In november 2019 kreeg Hoogwerf felle kritiek op haar standpunt om autochtone ouderen beter te beschermen.
Op 30 oktober 2020 maakte ze bekend zich aan te sluiten bij de politieke partij Code Oranje van Bert Blase. Tegelijk werd bekendgemaakt dat ze weer een poging zou doen Kamerlid te worden, nu bij de Tweede Kamerverkiezingen van 2021. Ze kwam op de derde plaats van de kandidatenlijst van de partij te staan. De partij behaalde geen zetels.

## Na de politiek
In september 2022 verliet Hoogwerf de gemeenteraad voor een functie bij Filomena, het Centrum Huiselijk Geweld en Kindermishandeling.
- Parlement.com: vk9ley1u79pc